# Cratichneumon insolitus
Cratichneumon insolitus là một loài tò vò trong họ Ichneumonidae.